# Crafty
Crafty is een schaakprogramma geschreven door University of Alabama at Birmingham professor dr. Robert Hyatt. Het programma is een opvolger van het programma Cray Blitz, winnaar van het wereldkampioenschap computerschaak van 1983 en 1986.
Crafty ondersteunt het Winboard/XBoard-protocol en is te gebruiken in de meeste populaire schaakinterfaces, zoals WinBoard en Arena.
Crafty is geschreven in ANSI C met voor sommige processors assembler-routines. De broncode is vrij beschikbaar.
Crafty is een programma dat onderdeel uitmaakt van de SPEC-CPU-benchmark. Het wordt ook meegeleverd als extra engine bij de aankoop van Fritz.

## Sterkte
In november 2006 behaalde Crafty met versie 18.12 op een AMD Athlon 1,2 GHz, op de SSDF-ratinglijst een Elo-rating van 2616.

## Toernooien
Op het wereldkampioenschap computerschaak in 2004 behaalde Crafty de vierde plaats en evenveel punten als Fritz 8, ondanks een hardwareverschil.

## Technieken
Crafty heeft gepionierd met het gebruik van bitboard-datastructuren als interne representatie van een schaakbord. Verder ondersteund het de volgende technieken:
- negascout
- killer move-heuristiek
- static exchange evaluation
- quiescence search
- alfa-beta snoeiing
- Transpositietabel
- Een weerlegbaarheidstabel
- Evaluatiecache
- selective extensions
- recursive null-move search